# دیوید پری
دیوید پری (انگلیسی: David Pirri؛ زادهٔ ۱۲ فوریهٔ ۱۹۷۴) بازیکن فوتبال اهل اسپانیا است.
از باشگاه‌هایی که در آن بازی کرده‌است می‌توان به باشگاه فوتبال بارسلونا سی، باشگاه فوتبال نومانسیا، باشگاه فوتبال رئال ساراگوسا، باشگاه فوتبال آلباسته بالومپیه، باشگاه فوتبال سابادل، باشگاه فوتبال لاس پالماس، باشگاه فوتبال اسپورتینگ خیخون، باشگاه فوتبال دپورتیوو لاکرونیا، باشگاه فوتبال بارسلونا بی، و باشگاه فوتبال بارسلونا اشاره کرد.